# Ruốc (động vật)
Ruốc, tép biển, tép moi, moi, hay khuyếc, là động vật giáp xác mười chân sống ở vùng nước lợ hay nước mặn ven biển thuộc chi Acetes, họ Moi biển (Sergestidae).
Ruốc dạng như tôm nhỏ, chỉ lớn khoảng 10–40 mm tùy thuộc vào ruốc cái hay đực. Hai loài chính đánh được ở Đông Nam Á là A. indicus và A. japonicus.
Màu trứng của ruốc khác nhau tùy theo loài, phân bố vị trí địa lý. Trứng của loài Acetes japonicus có màu xanh lá phân bố ở biển Ariake - Nhật Bản (Soejima, 1926), không màu ở Okayama - Nhật Bản (Yasuda et al., 1953). Trong khi đó, trứng của loài Acetes chinensis lại có màu cam ở Hàn Quốc (Yoshida, 1949), màu xanh lá cây - đà ở thân tế bào và không màu trong suốt ở vịnh Liaotung - Trung Quốc (Liu & Yang, 1981), không màu trong suốt ở Pohai (Wu, 1991). Pilai (1973) cũng chú thích rằng trứng của loài Acetes indicus có màu đất vàng.
Nó phát triển lớn hơn hai lần kích thước ban đầu hoặc nhiều hơn. Trứng nở vào đầu năm, ấu trùng lớn, trưởng thành và đẻ trứng trong cùng một năm.
Khu vực phân bố của các loài ruốc trải dài từ bờ tây Ấn Độ sang Thái Lan, Indonesia, Biển Đông và ngược lên Đài Loan, Nhật Bản
Do kích thước của ruốc quá nhỏ nên chúng thường chỉ được dùng để làm mắm (mắm ruốc, mắm tôm hoặc mắm chua); hay phơi khô rồi xay vụn thành bột ruốc.

## Phân loại
Chi này chứa 14 loài đã biết, được liệt kê tại đây với tên gọi thông thường bằng tiếng Anh của FAO:
- Acetes americanus Ortmann, 1893
- Acetes binghami Burkenroad, 1934
- Acetes chinensis Hansen, 1919
- Acetes erythraeus Nobili, 1905
- Acetes indicus H. Milne-Edwards, 1830
- Acetes intermedius Omori, 1975
- Acetes japonicus Kishinouye, 1905
- Acetes johni Nataraj, 1947
- Acetes marinus Omori, 1975
- Acetes natalensis Barnard, 1950
- Acetes paraguayensis Hansen, 1919
- Acetes serrulatus (Krøyer, 1859)
- Acetes sibogae Hansen, 1919
- Acetes vulgaris Hansen, 1919

## Hình ảnh

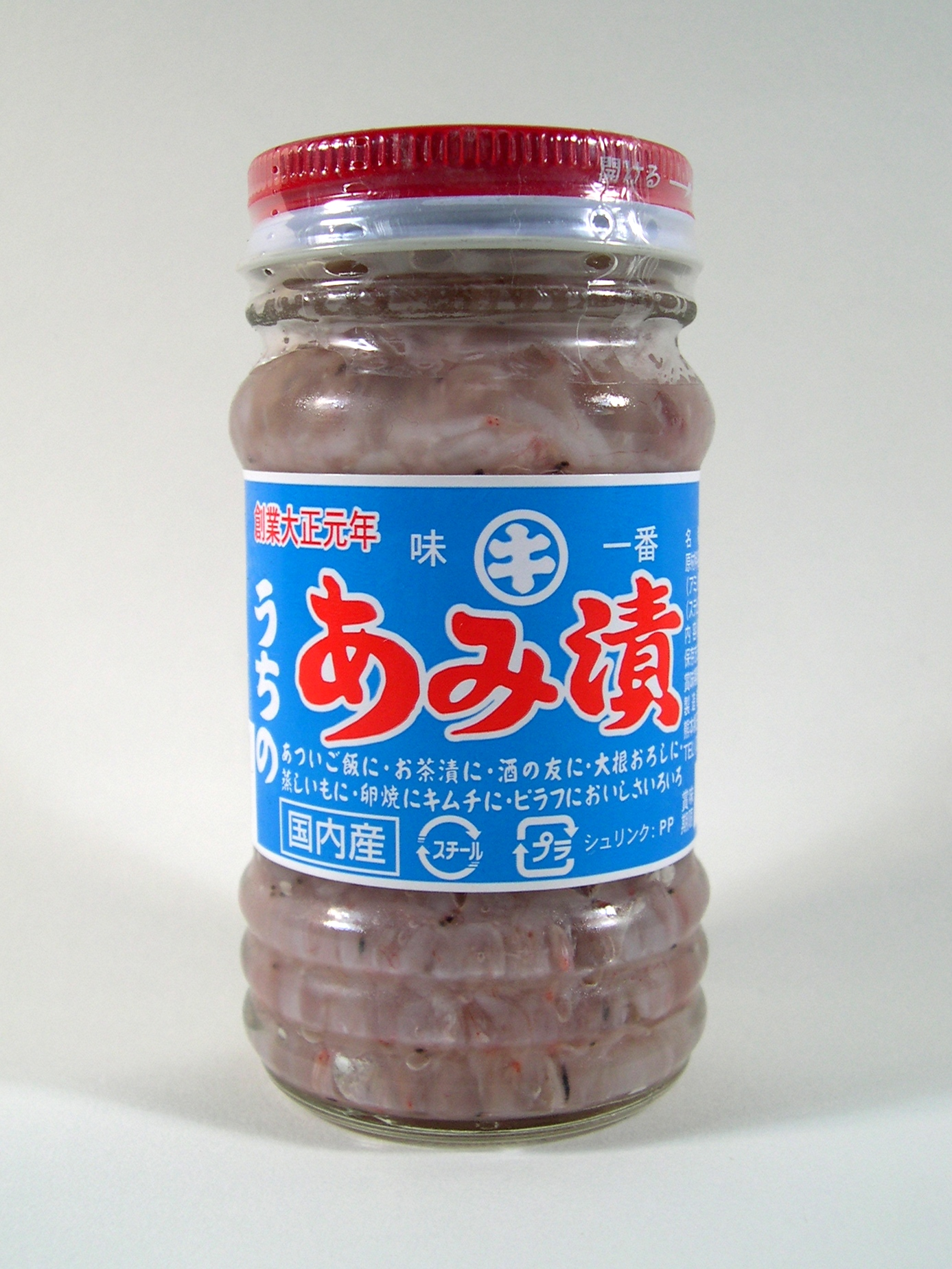
Lọ mắm chế biến từ loài Acetes japonicus.
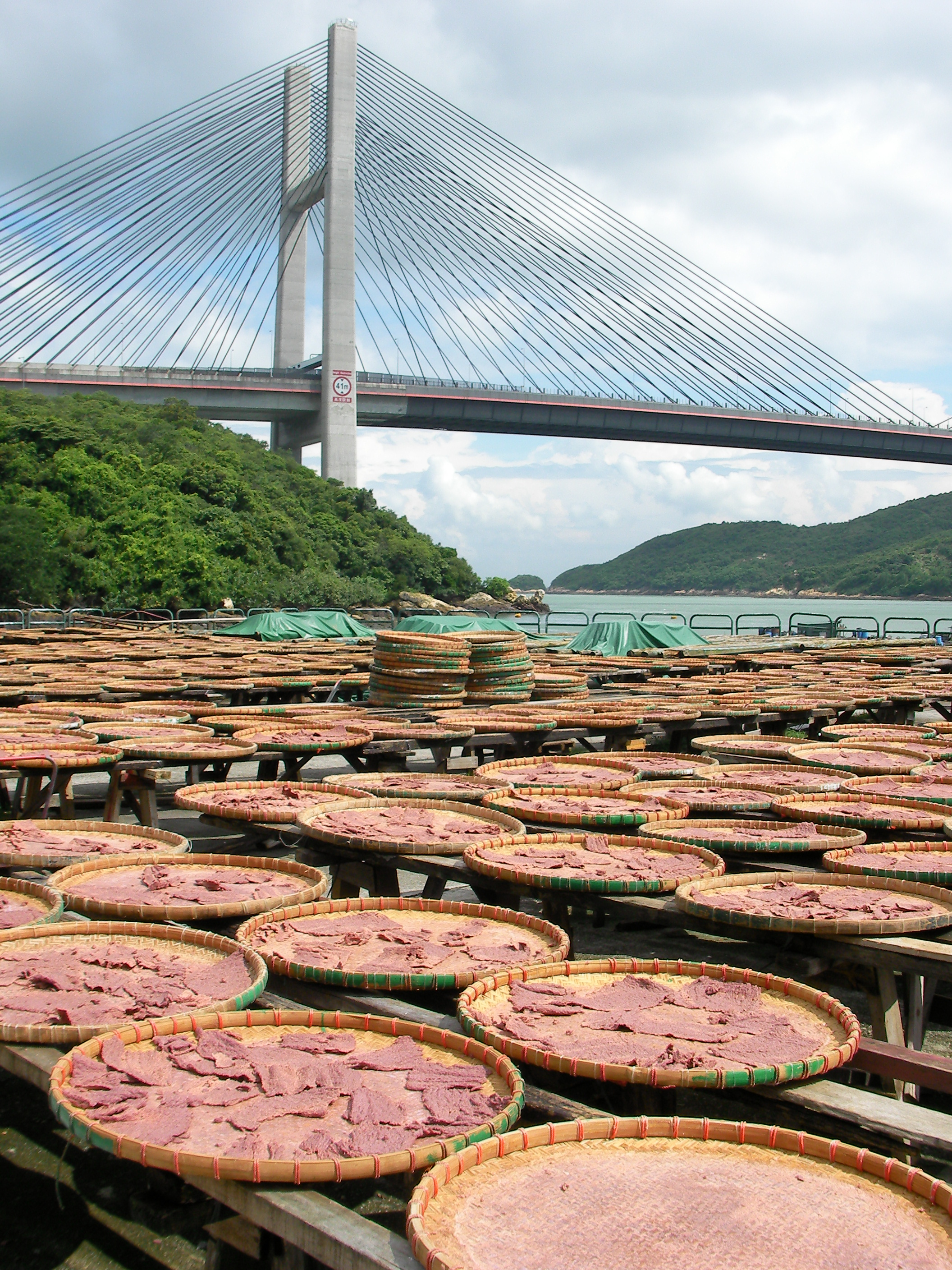
Mắm ruốc phơi nắng tại Ma Wan, Hồng Kông.